# Šarišský Štiavnik
Šarišský Štiavnik je obec na Slovensku v okrese Svidník. Leží asi 11 km jižně od Svidníku a 25 km jihovýchodně od Bardejova. Obcí protéká říčka Radomka. Žije zde 264 obyvatel.

## Symboly obce

### Znak
Znak obce byl přijat usnesením zastupitelstva dne 29. října 2005 a je zapsán v heraldickém rejstříku Slovenské republiky pod signaturou S - 352/2005: v modrém štítě mezi dvěma zlatými stromy vyrůstajícími ze zeleného návrší tryská stříbrný pramen.
Znak byl navržen podle otisku historické pečeti obce z 19. století. Přírodní motiv vyjadřuje, že katastr obce je zalesněný a nacházejí se v něm minerální prameny. Autory znaku jsou Peter Kónya, Leon Sokolovský a Sergej Pančák.

### Vlajka
Vlajka obce se skládá ze čtyř podélných pruhů v barvách zelené (3/9), bílé (1,5/9), žluté (3/9) a modré (1,5/9). Vlajka má poměr stran 2:3 a je zakončena třemi cípy, tj. dvěma sestřihy, sahajícími do třetiny jejího listu.

## Kultura a zajímavosti
V obci se nachází několik pramenů minerální vody.

### Vojenské pohřebiště z první světové války
Na místním hřbitově bylo v 17 hrobech pohřbeno 19 vojáků, kteří od září 1914 do května 1915 zahynuli v bojích v šarišskoštiavnickém katastru. Mezi nimi bylo 10 ruských a 3 rakousko-uherští vojáci, ostatky 6 vojáků nebylo možné identifikovat. Toto konstatoval v roce 1929 při exhumaci velitel četnické stanice v Kurimce Š. Jungmann. Mezi pohřbenými byly i ostatky ruského carského plukovníka V. Robakova, příslušníka 3. ruské armády. Dnes už toto pohřebiště neexistuje.

## Osobnosti
- Akademik Dionýz Ilkovič (1907–1980), rodák
- Andrej Červeňák (1932–2012), literární vědec a rusista, rodák

## Galerie

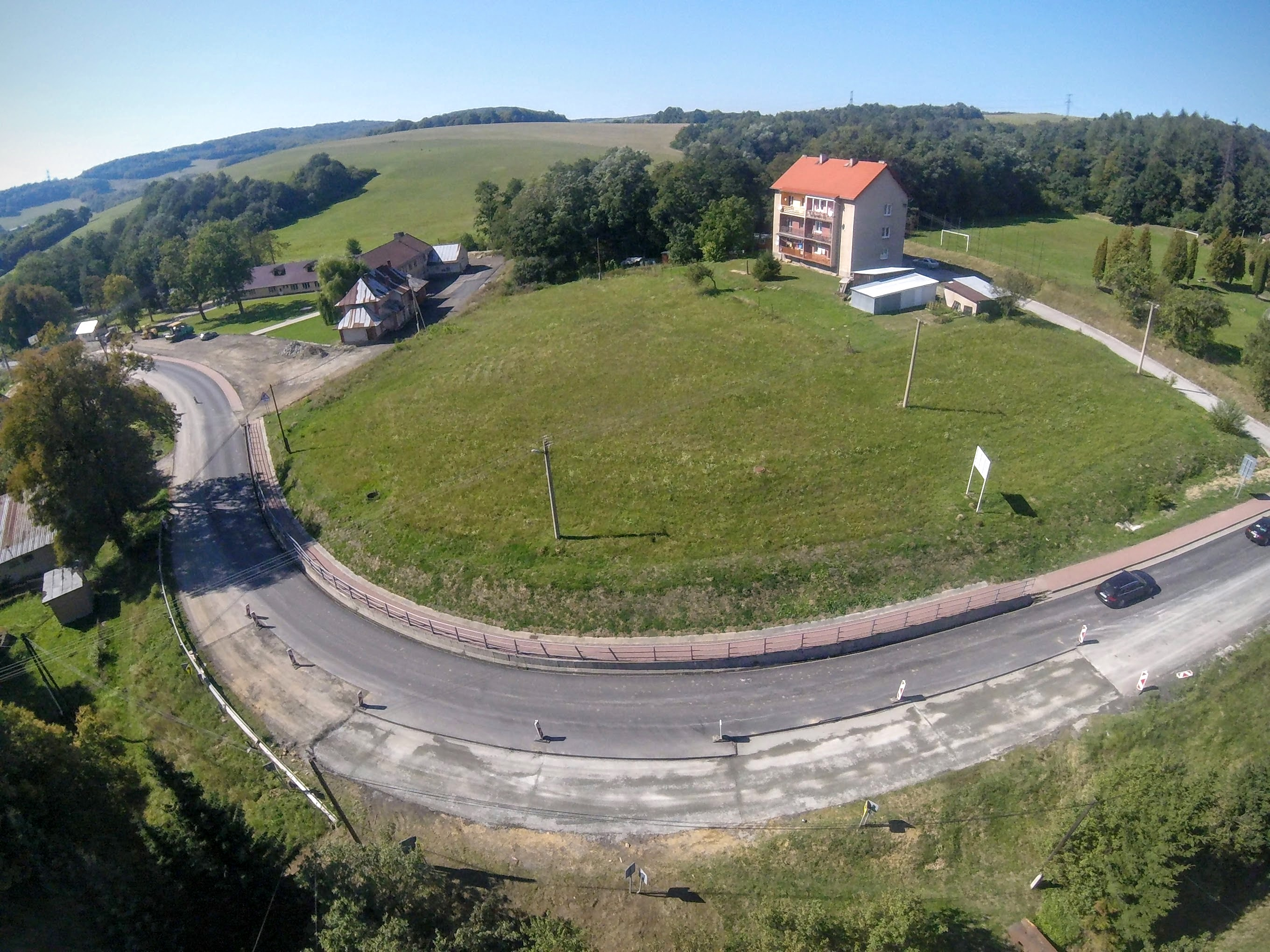
Šarišský Štiavnik, cesta
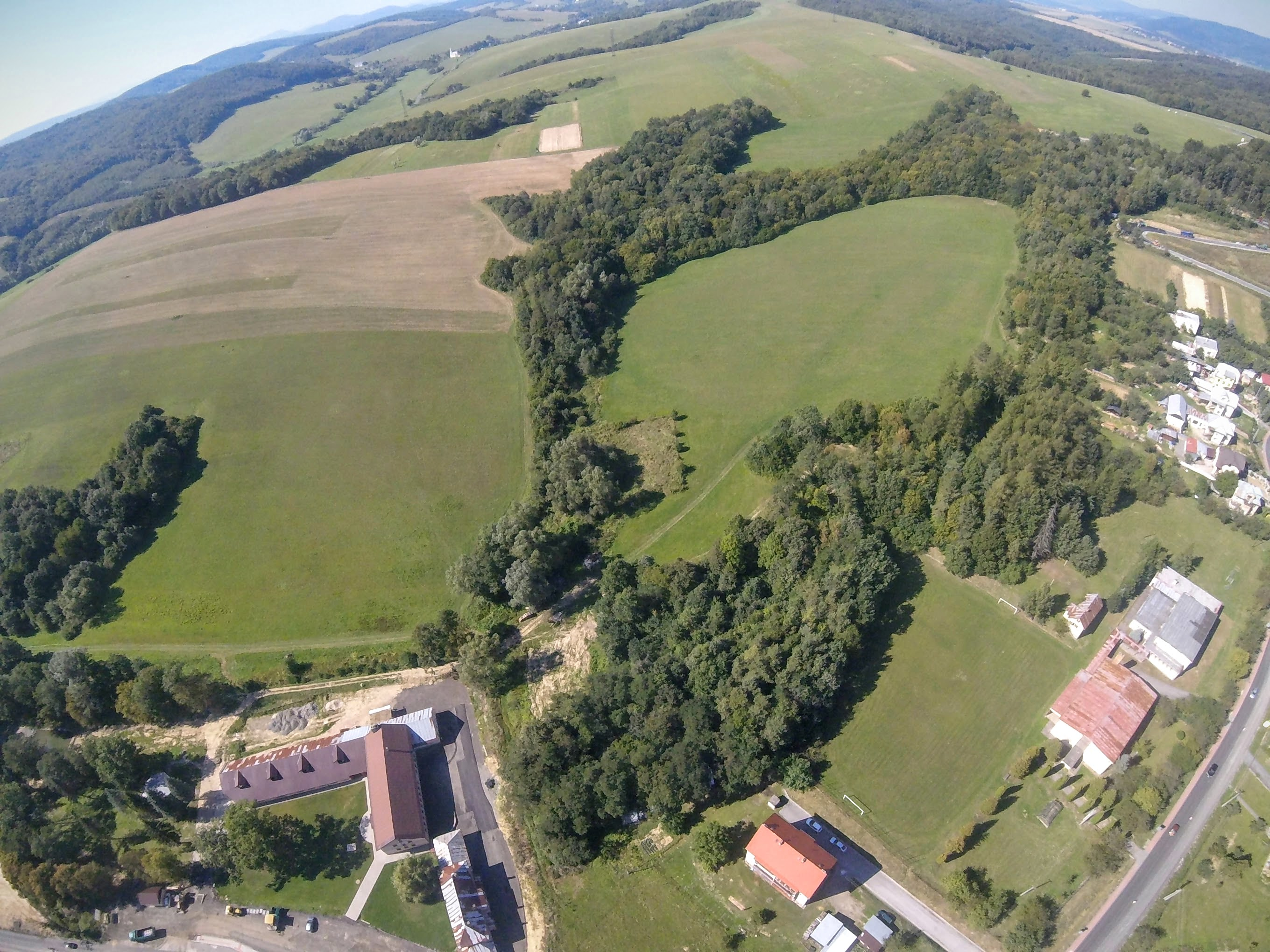
Šarišský Štiavnik, louka
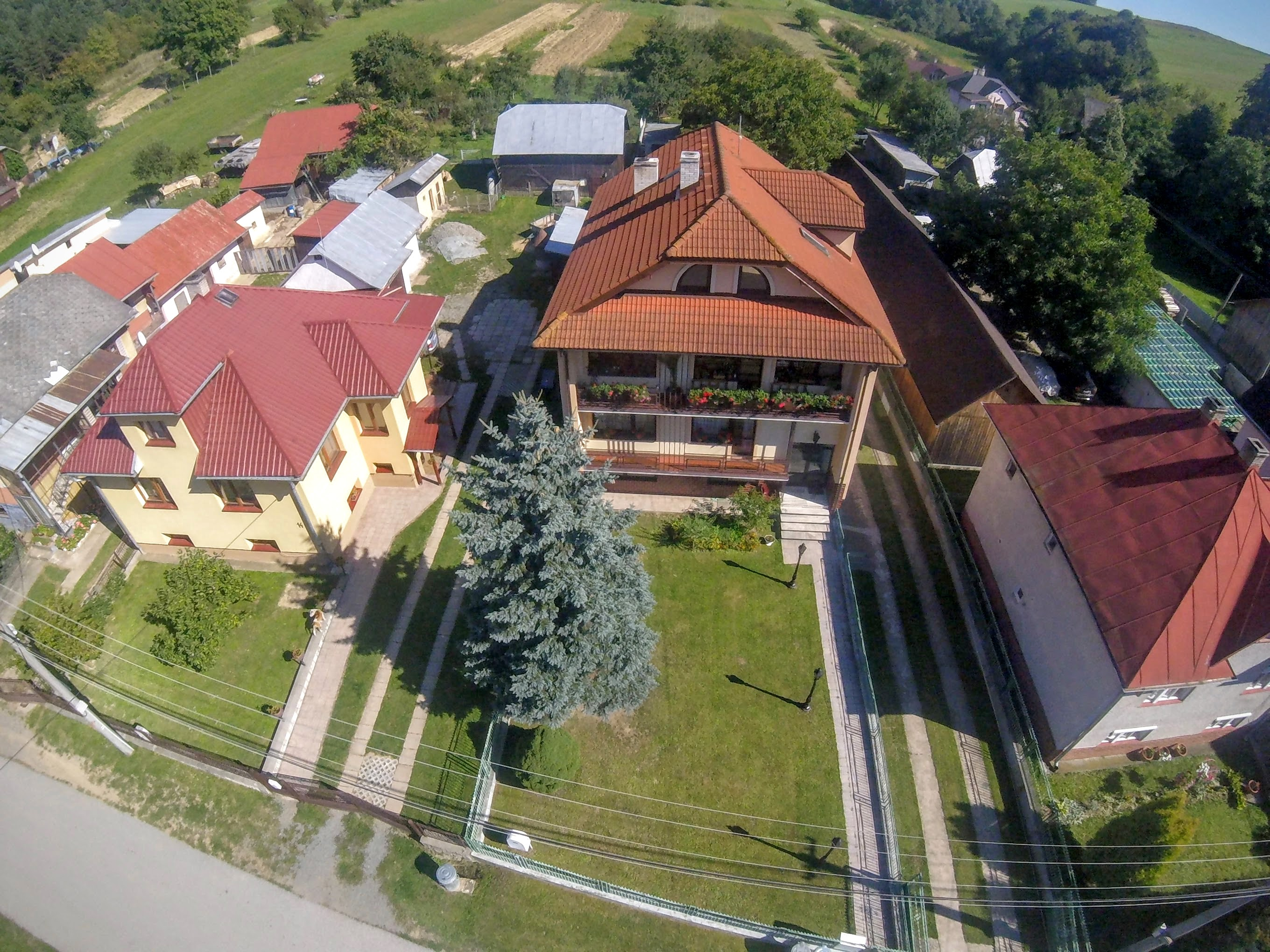
Šarišský Štiavnik, dům
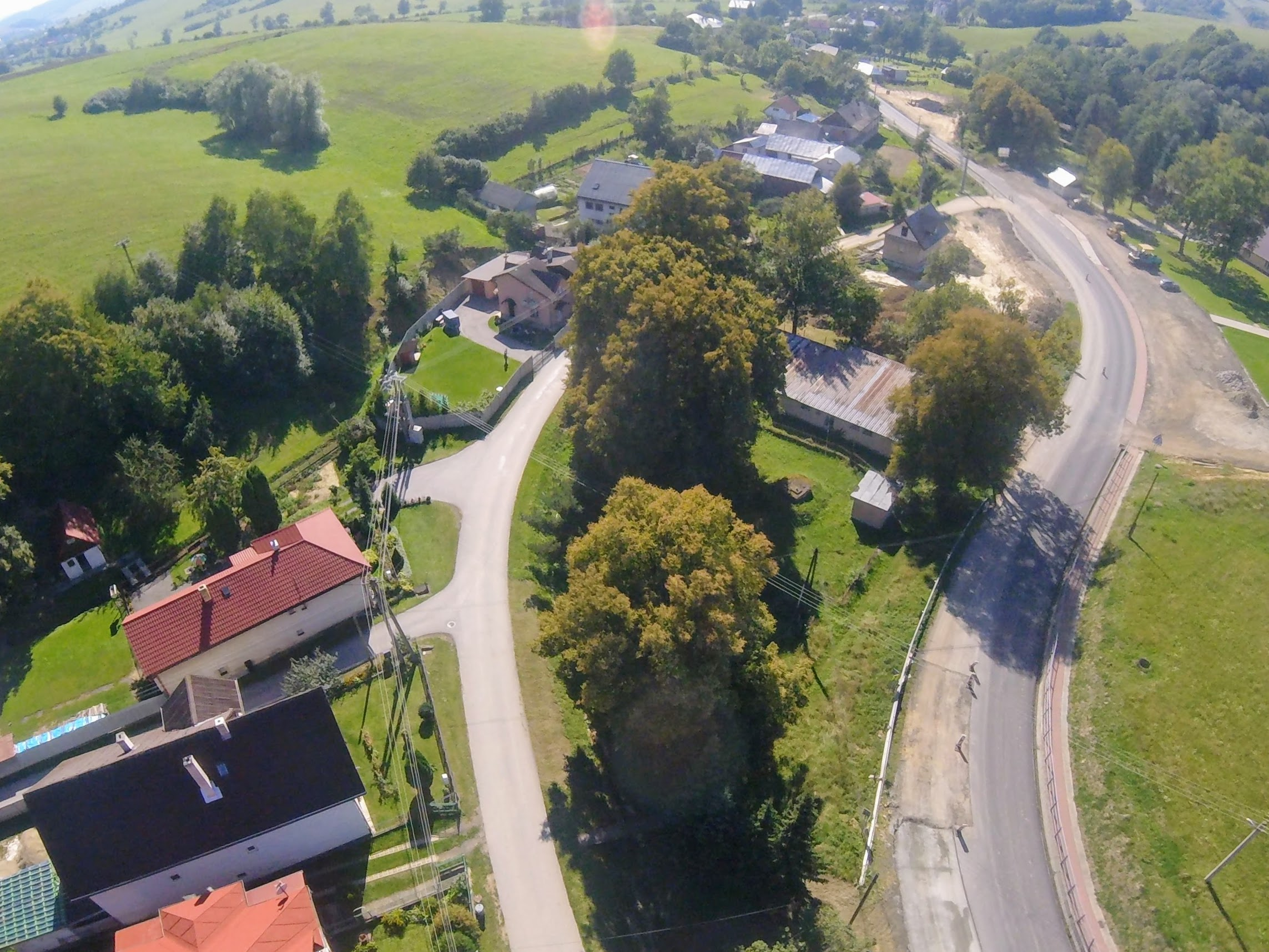
Šarišský Štiavnik, ulice
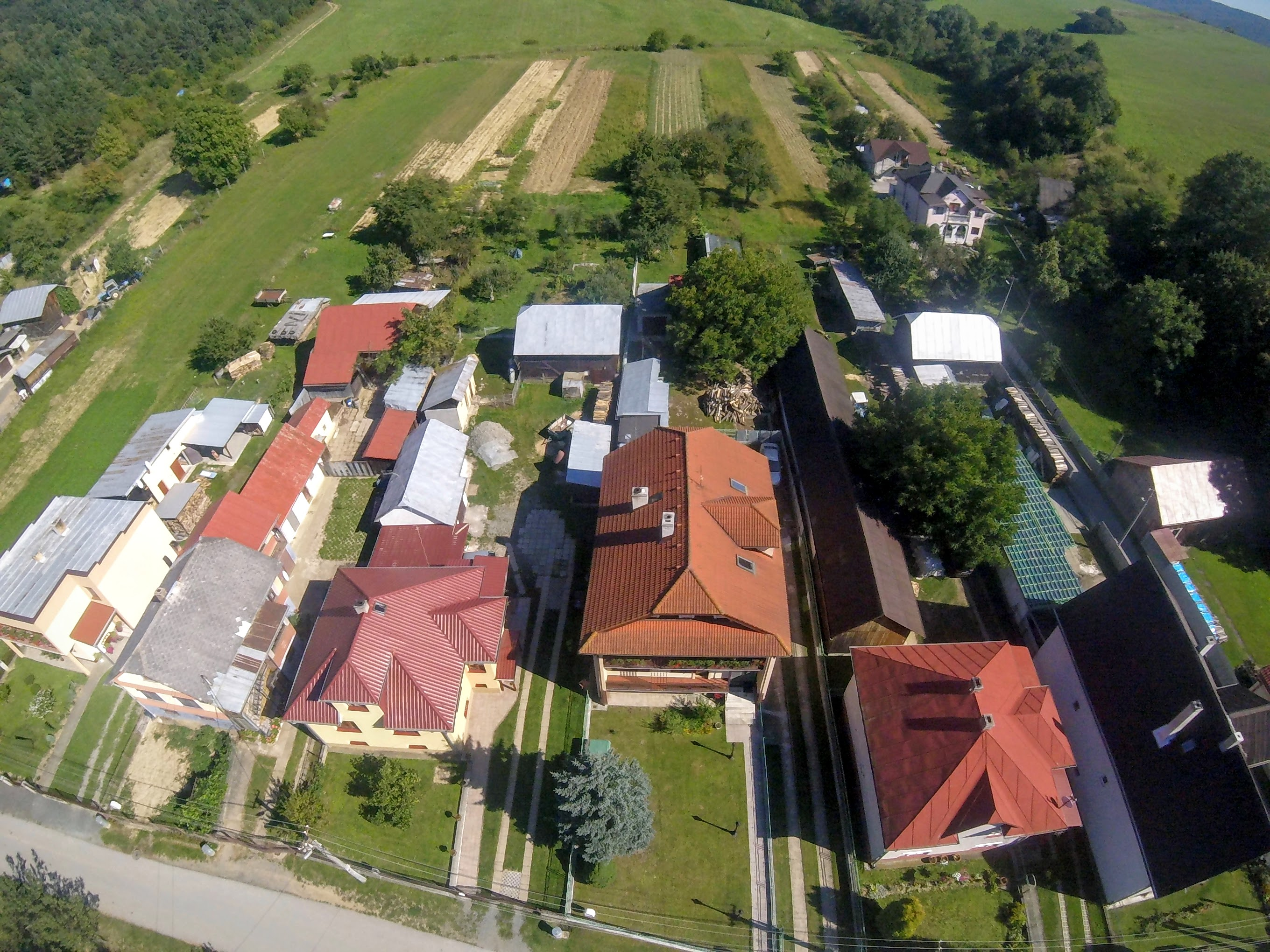
Šarišský Štiavnik